# Tahuejo
Tahuejo är en ort i Mexiko.   Den ligger i kommunen Taretan och delstaten Michoacán de Ocampo, i den södra delen av landet, 300 km väster om huvudstaden Mexico City. Tahuejo ligger 1 072 meter över havet och antalet invånare är 640.
Terrängen runt Tahuejo är lite bergig. Runt Tahuejo är det ganska tätbefolkat, med 222 invånare per kvadratkilometer. Närmaste större samhälle är Uruapan, 14,4 km nordväst om Tahuejo. I omgivningarna runt Tahuejo växer huvudsakligen savannskog.